# آسمان‌نمای مسکو

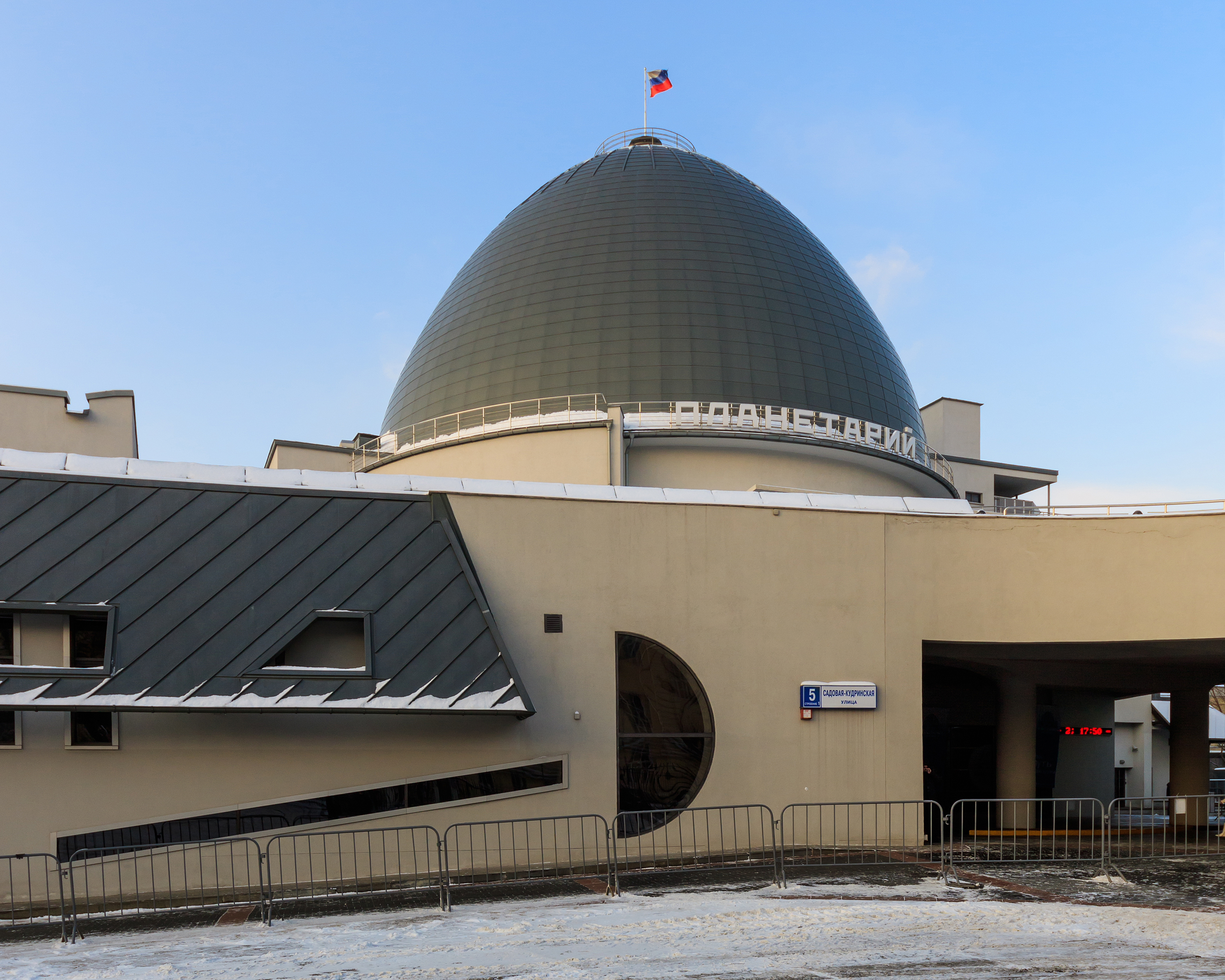
آسمان‌نمای مسکو

آسمان‌نمای مسکو آسمان‌نمایی است که از سال ۱۹۲۹ در شهر مسکو آغاز به‌کار کرد. این آسمان‌نما تا دههٔ ۸۰ میلادی (اوج کار آسمان‌نما) مورد توجه منجمهای آماتور و حرفه‌ای روسیه بود. با بروز مشکلات سیاسی و اقتصادی، کمکهای دولتی به این آسمان‌نما قطع شد و در سال ۱۹۹۴ آسمان‌نما بسته شد.
در سال ۲۰۰۴ و بعد از حدود ۱۰ سال تخریب، فرسودگی و بی‌توجهی به این آسمان‌نما، طرح بازسازی این مرکز آغاز شد.